# Antonov An-32
Antonov An-32 (NATO oznaka: Cline) je dvomotorno turbopropelersko transportno letalo, ki so ga zasnovali v Sovjetski zvezi pri biroju Antonov. An-32 je v bistvu An-26 z novimi motorji. Prvi uporabnik so bile Indijske letalske sile, deloma kot plod dobrih odnosov med Leonidom Brežnjem in Indiro Gandhi. An-32 lahko deluje v ostrejših vremenskih pogojih kot An-26. Namestitev motorjev višje nad trupom je omogočilo uporabo propelerjev z večjim premerom. Turbopropelerski motorji AI-20 razvijajo 5100 KM vsak, skoraj dvakrat več kot An-26ovi AI-24 motorji. Cena novega letala naj bi bila okrog $6–9 milijonov.
An-32 ima odlične vzletne sposobnosti, zato se lahko uporablja na t. i. Hot&High letališčih - visokoležečih letališčih in letališčih z visoko temperaturo, kjer je zrak redek. Poleg vojaških transportov se uporablja tudi kot potniško letalo, za medicinske prevoze, zračno gašenje požarov, metanje padalcev in tovora s padali.

## Različice
- An-32 : Dvomotorno turbopropelersko letalo
- An-32A : Prva civilna različica
- An-32B : Izboljšana različica
- An-32B-100 : Modernizirana različica An32B. Maks. vzletna teža (MTOW) povečana na 28,5 ton, tovor na 7,5 ton
- An-32B-110 : Različica z novo avioniko in posadko s samo 2 pilotoma

- An-32B-120 : Različica An32B-110.[3]
- An-32B-300 : Verzija z  zahodnimi motorji Rolls-Royce AE 2100 s 4 600 KM vsak[4]
- An-32LL (Letjuščaja Laborotorija Leteči laboratorij): Prototip, CCCp-46961, preurejen na propfan motorje z osmimi kraki
- An-32MP : Verzija za patruliranje morja
- An-32P Firekiller : Verzija za zračno gašenje. 8 ton tekočega gasilnega sredstva se lahko odvrže z višine 40-50 metrov pri hitrosti 240 do 260 km/h. Se lahko uporablja tudi kot tovorno letalo[5]
- An-32V-200 : Taktično tovorno letalo na bazi An-32B-100, z modernejšo avioniko in dvočlansko posadko.
- An-32 RE : Modernizirana verzija An32B. MTOW povečan na 28,5 ton, tovor na 7,5 ton.[6]

## Tehnične specifikacije
- Posadka: 4
- Kapaciteta: 42 padalcev/50 potnikov/24 medicinskih nosil
- Dolžina: 23,78 m (78 ft 0¾ in)
- Razpon kril: 29,20 m (95 ft 9½ in)
- Višina: 8,75m (28 ft 8½ in)
- Površina kril: 75 m² (807 ft²)
- Prazna teža: 16 800 kg (37 038 lb)
- Maks. vzletna teža: 27 000 kg (59 400 lb)
- Motorji: 2 × ZMKB Progress AI-20DM turboprop, 3 812 kW (5 112 KM) vsak
- Maks. hitrost: 530 km/h (286 vozlov, 329 mph)
- Potovalna hitrost: 470 km/h (254 vozlov, 292 mph) (ekonimična)
- Dolet: 2 500 km (1 350 nmi, 1 553 mi)
- Višina leta (servisna): 9 500 m (31 165 ft)